# Almandin
Almandin je mineral granat, silikat, skupina nezosilikata, kemijske formule Fe3Al2(SiO4)3.

## Svojstva
Javlja se u obliku vrlo čistih, sjajnih crvenih kristala (teseralni sustav), ali se ponekad mogu uočiti i ljubičasti boje. Kiseline ne djeluju na njega, ali se lako troši.

## Uporaba
Rabi se u draguljarstvu, kao i u industriji gdje služi kao abraziv.

## Nalazišta
Pojavljuje se u metamorfnim stijenama i često se nalazi u pješčanim naslagama. Glavna ležišta ovog minerala nalaze se u Šri Lanki, Indiji, centralnoj Europi, Skandinaviji, Brazilu, Tanzaniji i na Madagaskaru.

## Vanjske poveznice
- Mineraliensammlung - Almandin  Arhivirana inačica izvorne stranice od 14. lipnja 2009. (Wayback Machine)
- Webmineral - Almandine (engl.)